# Don't Stop Now - It's Fundation
Don't Stop Now – It's Fundation és un programa de ràdio de la BBC Radio 4 protagonitzat per Gareth Hale, Norman Pace, Terry Morrison, Joe Griffiths i Victy Silva, amb Maryanne Morgan substituint Silva en la tercera temporada. Es concebia com a cabaret de comèdia sense parar i comprenia una barreja d'esquetxos i cançons humorístiques escrites pel repartiment juntament amb Charlie Adams i Geoffrey Atkinson. El repartiment portava mostrant el seu material regularment durant anys a The Tramshed a Woolwich, al Sud-Est de Londres com a Fundation quan el productor de ràdio Alan Nixon el va veure al Festival d'Edimburg.
Alguns dels esquetxos més habituals són Thirty Second Theatre, Our Fascinating Universe with Rabid Attenborough, Bargain Basement, Falsies: Forged Diaries of the Famous (que va generar un llibre del mateix nom escrit per Hale, Pace i Adams), The Secret Diary of Alien Mole (Aged 13 Million and ¾ Light Years), The Two Rons i Billy and Johnny. Els dos últims aparellats esdevindrien personatges habituals de la sèrie de televisió Hale and Pace. Joe Griffiths va proporcionar acompanyament al piano per als números musicals, com Do You Want Kebab?, Go Reliant Robin, i Do It Yourself.
El xou era prou popular entre els oients perquè se n'encarreguessin tres temporades, però això no va agradar necessàriament als crítics.

## Temporades
| Temporada | Temporada | Episodis | Dada de transmissió    | Dada de transmissió    |
| Temporada | Temporada | Episodis | Primer episodi         | Últim episodi          |
| --------- | --------- | -------- | ---------------------- | ---------------------- |
|           | Pilot     | Pilot    | 29 de desembre de 1983 | 29 de desembre de 1983 |
|           | 1         | 8        | 13 de febrer de 1984   | 2 d'abril de 1984      |
|           | 2         | 6        | 14 de gener de 1985    | 18 de febrer de 1985   |
|           | Especial  | Especial | 17 de desembre de 1985 | 17 de desembre de 1985 |
|           | 3         | 8        | 28 de juny de 1986     | 16 d'agost de 1986     |